# Vertigini (romanzo)
Vertigini (in tedesco Schwindel, Gefühle) è un romanzo di Winfried Sebald, originalmente pubblicato in lingua tedesca nel 1990 e tradotto da Ada Vigliani nel 2003 per Adelphi. È il primo romanzo di Sebald e rappresenta un nuovo genere di letteratura, un tipo di combinazione tra diario di viaggio e saggio storico-letterario, con l'aggiunta minima di trama e fotografia.
I viaggi di Sebald, anche nelle sue successive opere, si svolgono nello spazio-tempo. Lo spazio in Vertigini è il Nord Italia, con brevi puntate in Austria e Baviera, e sembra consistere di quattro storie, ma concepirle tali potrebbe essere erroneo data la loro peculiarità di stile. Il tempo dei viaggi di Sebald varia dagli anni ottanta del XX secolo, a quello del secolo precedente, con una narrativa che si interseca con due momenti nelle vite di Stendhal e Kafka, entrambi ambientati nel Nord Italia, il primo durante le guerre napoleoniche, il secondo nel periodo precedente la prima guerra mondiale.
Squisitamente composto, questo romanzo intraprende quindi un inquietante itinerario tra memoria e storia. L'Io narrante viaggia attraverso l'Europa degli anni ottanta, stimolato dai fantasmi della storia e dai malinconici impulsi d'avventura che Sebald percepisce nel suo interiore. Nei quattro capitoli che formano Vertigini, l'autore collega il suo viaggio a posti e personaggi paralleli, ma dove per esempio un giovane Stendhal girovaga, Sebald scappa. E questo sembra essere lo stato d'animo del narratore: una fuga costante e alienante. A Verona è inseguito da due uomini che riappaiono a Milano per derubarlo - allora rievoca il cacciatore di Kafka, che è condannato a vagare come morto-vivente che morire in realtà non può. Più avanti, sentendo chiassosi bambini tedeschi che lo disturbano mentre riposa in albergo, Sebald desidererebbe essere di qualsiasi altra nazionalità ma non tedesca, o addirittura senza nazionalità alcuna – per poi scoprire che non può uscire dall'Italia perché l'albergatore ha dato erroneamente il suo passaporto ad altra persona. Ritornato a Milano, sale sulle punte vertiginose del Duomo e si sente pervadere da un minaccioso riflesso di tenebre. Dove andare, sembra chiedere il testo, quando essere ciò che si è diventa insopportabile?
Nella parte finale di Vertigini, intitolata Il Ritorno in Patria (in italiano nell'originale, come tante altre frasi nel testo tedesco), Sebald rivisita la sua città natale in Germania, ed inizia a tirarsi fuori dalla tomba kafkiana di morto-vivente, dall'amnesia che la negazione post-bellica del passato tedesco ha prodotto persino in lui stesso. Nell'album materno di foto, l'autore trova la fotografia di una zingara, che sorride dietro a filo spinato. Qui il peso della memoria diventa asfissiante, mentre il lettore comprende che questa è una delle tante cartoline che il padre inviava da soldato durante l'invasione tedesca della Polonia.

## Edizioni
- Winfried Sebald, Vertigini, traduzione di Ada Vigliani, collana Fabula, Adelphi, 2003,  p. 229, ISBN 88-459-1821-1.